# オレンジ民主運動
オレンジ民主運動（オレンジみんしゅとう、Orange Democratic Movement、略称：ODM）は、ケニアの政党。
オレンジ民主運動は、2005年の憲法改正に関する国民投票 Kenyan constitutional referendum, 2005の際、生まれた草の根の市民運動から発展し結成された。2007年8月、ケニア・オレンジ民主運動党（通常、単にODMとして知られる）とオレンジ民主運動・ケニア（ODM-Kenya）の2つの政党に分裂した。
「オレンジ」の名称は、国民投票における賛成票のイラストがバナナ、反対票がオレンジで表されたことに由来する。オレンジ民主運動は、国民投票反対派が結集し結成された。
オレンジ民主運動の最初の中心はウフル・ケニヤッタ（ジョモ・ケニヤッタ初代大統領の息子）のケニア・アフリカ民族同盟（KANU）とライラ・オディンガの自由民主党（LDP）であったが、KANUはオレンジ民主運動から離れ、ライラ・オディンガのODMとカロンゾ・ムショカのODM–Kenyaが中心となった。

### 国際支部
- 米国支部
- 英国支部